# سیارک ۱۸۸۱۴
سیارک ۱۸۸۱۴ (به انگلیسی: 18814 Ivanovsky، نامگذاری:1999KJ17) هجده هزار و هشتصد و چهاردهمین سیارک کشف شده‌است که در ۲۰ مه ۱۹۹۹ کشف شد.
قدر مطلق سیارک برابر ۱۴.۸ است.